# Coco Peredo
Roberto Peredo Leigue, «Coco» (Cochabamba, Bolivia, 23 de mayo de 1938 - Quebrada de Batán, Bolivia, 26 de septiembre de 1967) fue un político y guerrillero boliviano que integró la Guerrilla de Ñancahuazú comandada por Ernesto Che Guevara en 1966-1967 en el sudeste de Bolivia. Murió en combate el 26 de septiembre de 1967.

## Biografía
Integró el Partido Comunista de Bolivia (PCB) cuando tenía 13 años, siendo detenido varias veces. Actuaba junto con su hermano Inti Peredo y Rodolfo Saldaña.
En 1963-1964 integró la red de apoyo al Ejército Guerrillero del Pueblo que Jorge Masetti dirigió en la Argentina, en Salta, sobre la frontera con Bolivia.
Fue uno de los principales contactos del Che Guevara en Bolivia, con el fin de organizar un grupo guerrillero capaz de actuar en ese país o de apoyar a grupos similares en los países vecinos. Fue uno de los miembros del PCB enviado a Cuba para recibir instrucción militar.

### Guerrilla de Ñancahuazú y muerte
Luego de la fallida experiencia del Congo, el Che Guevara organizó un foco guerrillero en Bolivia, donde instaló a partir del 3 de noviembre de 1966, en una zona montañosa cercana a la ciudad de Santa Cruz, en una área que atraviesa el río estacional Ñancahuazú, afluente del importante río Grande (Bolivia).
El grupo guerrillero tomó el nombre de Ejército de Liberación Nacional (ELN) de Bolivia con secciones de apoyo en Argentina, Chile y Perú.
Peredo revistó en la columna de vanguardia comandada por Ernesto Guevara y desempeñó un importante papel en organizar la red de apoyo local, en especial «el Lagunillero», nombre en clave que recibía Mario Chávez, un militante del PCB que se instaló secretamente como hotelero en Lagunillas, la localidad más cercana a la base guerrillera, y actuó eficientemente como espía y apoyo. Fue también el segundo jefe en la operación de la toma de Samaipata.
Murió en el combate de la Quebrada de Batán, camino a La Higuera, el 26 de septiembre de 1967. Su cuerpo fue enterrado clandestinamente.
Pocas semanas después, el 9 de octubre, el Che Guevara moriría fusilado ilegalmente en La Higuera (Bolivia).
El cuerpo de Roberto Peredo fue hallado el 11 de febrero de 1998, y reposan en el Memorial de Ernesto Guevara en Santa Clara, Cuba.